# Krajowa Szkoła Koronkarska w Bobowej
Krajowa Szkoła Koronkarska w Bobowej – szkoła działająca w latach 1899–1912 w Bobowej.

## Historia
Pod koniec XIX wieku na terenie Galicji działo kilka szkół zajmujących się rękodziełem. Między innymi: działająca od 1883 roku szkoła koronkarska w Zakopanem, Szkoła koronkarska w Starym Sączu (otwarta jako Krajowa Szkoła Koronkarska 16 listopada 1887 roku w Muszynie i przeniesiona w 1895 roku do Starego Sącza), Szkoła koronkarska w Kańczudze, szkoła haftów w Krakowie, szkoła koronkarska w Przemyślu prowadzona przez siostry Miłosierdzia i inne.
Już w październiku 1887 roku podjęto decyzję o zorganizowaniu w Bobowej półrocznego kursu koronkarskiego. Szkołę koronkarską otwarto dopiero 15 października 1899 roku. Początkowo zapisało się 25 dziewcząt, większość z Bobowej, a trzy z sąsiednich miejscowości. Szkola pracowała w systemie jednozmianowym od 8 do 14–tej. Kierowniczką szkoły była Zofia Matecka. Pierwszym kuratorem szkoły był lekarz Wincenty Wróblewski. Kolejnymi kuratorami byli: Edmund Górski, ks. Antoni Mamak, Bolesław Wieniawa Długoszowski (1843–1912). W 1900 roku kuratorem szkoły był starosta Wiktor Sas Tustanowski, a jego zastępcą właściciel Siedlisk pod Bobową Maciej Mączyński.  
Z pisma burmistrza Bobowej Jana Magiery opublikowanego w prasie w 1901 roku dowiadujemy się, że gmina nie tylko wspomagała szkołę finansowo, ale również bezpłatnie udostępniła jej pomieszczenia.  W 1902 roku szkoła otrzymała stypendium przemysłowe dla uczniów wynoszące 300 koron. Od 1906 roku nauczycielką i kierowniczką szkoły była żona burmistrza miasta Helena Rzeczycka Dzikiewiczowa. 
W 1906 roku kuratorem został miejscowy proboszcz Antoni Mamak, który wcześniej odradzał dziewczętom naukę w szkole, zachęcając je do "„pójścia do służby”. W 1912 roku szkoła została zamknięta, chociaż szkolne kroniki prowadzone przez Antoniego Stanka jako datę likwidacji szkoły podają rok 1927
Za jej spadkobiercę uważa się działającą od 1949 Publiczną Dokształcającą Szkołę Zawodową przemianowaną na Zespół Szkół Zawodowych im. Stanisława Wyspiańskiego w Bobowej. W 1999 roku w szkole zostały zlikwidowane klasy koronkarskie z powodu braku chętnych do nauki tego zawodu.

## Nagrody
- 1904 srebrny medal na Wystawie Światowej w Saint Louis[13]
- 1905 złoty medal w San Francisco[14]